# الراهب (قرية)
الراهب إحدى قرى مركز شبين الكوم التابع لمحافظة المنوفية بجمهورية مصر العربية، ومن أعلامها الليثي ناصف قائد الحرس الجمهوري في عهد الرئيس الأسبق محمد أنور السادات.

## التاريخ
ذكرها علي مبارك في كتابه الخطط التوفيقية، حيث ذكر أنها من قرى مديرية المنوفية بقسم سبك، وأن بها مقام لشيخ يعرف بالشيخ الراهب، ومهنة أهلها الزراعة.

## السكان
بلغ عدد سكان الراهب 7,779 نسمة، حسب الإحصاء الرسمي لعام 2006.